# Covered Wagon Days
Pour plus de détails, voir Fiche technique et Distribution.
Covered Wagon Days est un film américain réalisé par George Sherman, sorti en 1940.

## Fiche technique
- Titre : Covered Wagon Days
- Réalisation : George Sherman
- Scénario : Earle Snell d'après les personnages de William Colt MacDonald
- Photographie : William Nobles
- Pays de production : États-Unis
- Format : Noir et blanc - 1,37:1
- Genre : western
- Durée : 56 minutes
- Date de sortie : 1940

## Distribution
- Robert Livingston : Stony Brooke
- Raymond Hatton : Rusty Joslin
- Duncan Renaldo : Rico Rinaldo
- Kay Griffith (en) : Maria
- George Douglas (en) : Ransome
- Ruth Robinson : Mama Rinaldo
- Paul Marion (en) : Carlos Rinaldo
- Tom Chatterton : J.A. Norton
- Guy D'Ennery : Don Diego
- Tom London : Martin
- John Merton
- Reed Howes